# Saneczkarstwo na Zimowych Igrzyskach Olimpijskich 2018
Saneczkarstwo na Zimowych Igrzyskach Olimpijskich 2018 – jedna z dyscyplin rozgrywanych podczas igrzysk w dniach 10–15 lutego 2018 w Pjongczangu, w Korei Południowej. Zawody odbyły się w czterech konkurencjach: jedynkach, dwójkach i zawodach sztafetowych mężczyzn oraz jedynkach kobiet.

## Kwalifikacje
W zawodach wzięło udział 110 zawodników (maksymalnie 37 mężczyzn, 27 kobiet i 17 dwójek). Kwalifikacja opierała się na klasyfikacji pięciu pierwszych zawodach Pucharu Świata 2017/2018. Narodowy komitet olimpijski mógł wystawić maksymalnie 10 reprezentantów (3 mężczyzn i kobiet oraz 2 dwójki). Pozostałe 8 miejsc zostało przekazanych narodowym komitetom olimpijskim, które miały możliwość stworzenia sztafety przez wprowadzenie tych zawodników.

## Terminarz
Oficjalny terminarz igrzysk.
| Data      | Godzina                         | Konkurencja                    | Mistrz IO 2014           |
| --------- | ------------------------------- | ------------------------------ | ------------------------ |
| 10 lutego | 19:10 (UTC+09:00) / 11:10 (CET) | 1. i 2. zjazd jedynek mężczyzn | Felix Loch               |
| 11 lutego | 18:50 (UTC+09:00) / 10:50 (CET) | 3. i 4. zjazd jedynek mężczyzn | Felix Loch               |
| 12 lutego | 19:50 (UTC+09:00) / 11:50 (CET) | 1. i 2. zjazd jedynek kobiet   | Natalie Geisenberger     |
| 13 lutego | 19:30 (UTC+09:00) / 11:30 (CET) | 3. i 4. zjazd jedynek kobiet   | Natalie Geisenberger     |
| 14 lutego | 20:20 (UTC+09:00) / 12:20 (CET) | 1. i 2. zjazd dwójek mężczyzn  | Tobias Wendl Tobias Arlt |
| 15 lutego | 21:30 (UTC+09:00) / 13:30 (CET) | Sztafeta                       | Niemcy                   |

## Medaliści
| Konkurencja      | Złoto                                                                | Czas     | Srebro                                                     | Czas     | Brąz                                                              | Czas     |
| Jedynki mężczyzn | David Gleirscher                                                     | 3:10,702 | Chris Mazdzer                                              | 3:10,728 | Johannes Ludwig                                                   | 3:10,932 |
| Jedynki kobiet   | Natalie Geisenberger                                                 | 3:05,232 | Dajana Eitberger                                           | 3:05,599 | Alex Gough                                                        | 3:05,644 |
| Dwójki mężczyzn  | Tobias Wendl Tobias Arlt                                             | 1:31,697 | Peter Penz Georg Fischler                                  | 1:31,785 | Toni Eggert Sascha Benecken                                       | 1:31,987 |
| Sztafeta         | Niemcy Natalie Geisenberger Johannes Ludwig Tobias Wendl Tobias Arlt | 2:24,517 | Kanada Alex Gough Samuel Edney Tristan Walker Justin Snith | 2:24,872 | Austria Madeleine Egle David Gleirscher Peter Penz Georg Fischler | 2:24,988 |